# Dorży Cyriempiłon
Dorży Cyriempiłowicz Cyriempiłon (ros. Доржи Цыремпилович Цыремпилон, ur. 1908 w ułusie Gilbira w guberni irkuckiej, zm. 1983) – radziecki i buriacki polityk, przewodniczący Prezydium Rady Najwyższej Buriacko-Mongolskiej ASRR (1947-1951 i 1955-1960), przewodniczący Rady Ministrów Buriacko-Mongolskiej ASRR (1951-1954).

## Życiorys
W latach 1928–1931 uczył się w technikum pedagogicznym w Ułan Ude, 1931-1933 kierownik miejscowego oddziału edukacji ludowej, 1933-1935 w Armii Czerwonej. Od 1935 do października 1937 redaktor gazety, od października 1937 do 1938 I sekretarz rejonowego komitetu WKP(b), od czerwca 1938 III sekretarz, później Buriacko-Mongolskiego Komitetu Obwodowego WKP(b), 1940-1941 słuchacz Wyższej Szkoły Organizatorów Partyjnych przy KC WKP(b), 1941-1944 szef Wydziału Politycznego 303 Dywizji Strzeleckiej w stopniu podpułkownika, potem zastępca szefa Wydziału Politycznego 24 Gwardyjskiego Korpusu Strzeleckiego 7 Gwardyjskiej Armii. 1946-1947 III sekretarz Komitetu Miejskiego WKP(b) w Ułan Ude, od 26 marca 1947 do 17 marca 1951 przewodniczący Prezydium Rady Najwyższej Buriacko-Mongolskiej ASRR. Od 17 marca 1951 do 4 stycznia 1954 przewodniczący Rady Ministrów Buriacko-Mongolskiej ASRR, od 17 stycznia do 11 kwietnia 1955 p.o. przewodniczącego, a od 12 kwietnia 1955 do 24 listopada 1960 ponownie przewodniczący Prezydium Rady Najwyższej Buriacko-Mongolskiej SRR/Buriackiej SRR.

## Odznaczenia
- Order Lenina (3 lipca 1948)
- Order Czerwonego Sztandaru
- Order Czerwonego Sztandaru Pracy (29 lutego 1940)
- Order Wojny Ojczyźnianej I klasy
- Order Czerwonej Gwiazdy